# Vammavaara
Vammavaara är en kulle i Finland.   Den ligger i den ekonomiska regionen  Rovaniemi ekonomiska region  och landskapet Lappland, i den norra delen av landet, 700 km norr om huvudstaden Helsingfors. Toppen på Vammavaara är 226 meter över havet, eller 102 meter över den omgivande terrängen. Bredden vid basen är 2,0 km.
Terrängen runt Vammavaara är huvudsakligen platt. Runt Vammavaara är det mycket glesbefolkat, med 2 invånare per kvadratkilometer.